# Río Abedes
El río Abedes es un corto río del norte de España,  un afluente del río Támega, que desemboca por el lado derecho. Atraviesa los concejos de Oimbra, Verín y Vilardevós, donde nace. Es un río que puede tener unos 10 km de longitud. El río atraviesa el pueblo de Abedes. Su afluente principal, es el arroyo de Las Quintas, de unos 4 km de longitud.